# Генерал-Тодоров
Генерал-Тодоров (болг. Генерал Тодоров) — село в Благоевградской области Болгарии. Входит в состав общины Петрич. Находится примерно в 9 км к северо-востоку от центра города Петрич и примерно в 63 км к югу от центра города Благоевград. По данным переписи населения 2011 года, в селе  проживало 693 человека.

## Население
| Год     | 1934 | 1946 | 1956 | 1965 | 1975 | 1985 | 1992 | 2001 | 2011 |
| ------- | ---- | ---- | ---- | ---- | ---- | ---- | ---- | ---- | ---- |
| Жителей | 404  | 631  | 719  | 877  | 812  | 837  | 817  | 788  | 693  |

| Национальность | Человек | Процент |
| -------------- | ------- | ------- |
| болгары        | 636     | 98,45%  |
| цыгане         | 6       | 0,93%   |
| другие         | 3       | 0,46%   |
| Всего ответов  | 646     |         |

|  |